# Maggie Reilly
Maggie Reilly, född 15 september 1956 i Glasgow, är en skotsk sångerska. En av de mest välkända låtar hon sjungit är "Moonlight Shadow", skriven av Mike Oldfield, som också brukar anges som dess artist. Hon har även sjungit andra låtar gjorda av Mike Oldfield, bland annat "Family Man" (1982), "Five Miles Out" (1982), "Foreign Affair" (1983) samt "To France" (1984).
År 1992 släppte hon sitt debutalbum, Echoes, som bland annat innehöll singlarna "Everytime We Touch", "Tears in the Rain" och "Wait". De följande albumen hette Midnight sun (1993), Elena (1996), Starcrossed (2000), Save it for a Rainy Day (2003) och Rowan (2006).
År 1994 sjöng hon tillsammans med tyska sångerskan Julianne Werding och den franska sångerskan Viktor Lazlo på singeln "Engel wie du", där var och en av sångerskorna sjöng på sitt eget språk. Singeln blev stor i framför allt Tyskland.
I februari 2005 släppte den tyska dancetrion Cascada en singel med en version av "Everytime We Touch", vilket var tredje gången den låten hamnade på topplistorna. Första gången 1992 från Echoes, andra gången 1998 när hon gjorde en ommixad version till sitt eget best-of-album, There and back again.
I februari 2009 utgav Maggie Reilly albumet Looking Back Moving Forward, som delvis innehåller nytt material, delvis nyinspelningar av äldre låtar som bland annat "Moonlight Shadow".

## Diskografi
Soloalbum
- Echoes (1992)
- Midnight Sun (1993)
- Elena (1996)
- All the Mixes (1996) (som M.R.)
- The Best of Maggie Reilly, There and Back Again (1998)
- Starcrossed (2000)
- Save It for a Rainy Day (2002)
- Rowan (2006)
- Looking Back, Moving Forward (2009)
- Heaven Sent (2013)
- Starfields (2019)